# Побри
45°21′ пн. ш. 14°19′ сх. д. / 45.35° пн. ш. 14.31° сх. д.
Побри (хорв. Pobri) — населений пункт у Хорватії, у Приморсько-Горанській жупанії у складі міста Опатія.

## Населення
Населення за даними перепису 2011 року становило 1114 осіб.
Динаміка чисельності населення поселення:

## Клімат
Середня річна температура становить 12,28 °C, середня максимальна – 24,54 °C, а середня мінімальна – -0,25 °C. Середня річна кількість опадів – 1396 мм.
| Клімат поселення                              | Клімат поселення | Клімат поселення | Клімат поселення | Клімат поселення | Клімат поселення | Клімат поселення | Клімат поселення | Клімат поселення | Клімат поселення | Клімат поселення | Клімат поселення | Клімат поселення | Клімат поселення |
| Показник                                      | Січ.             | Лют.             | Бер.             | Квіт.            | Трав.            | Черв.            | Лип.             | Серп.            | Вер.             | Жовт.            | Лист.            | Груд.            |                  |
| Середній максимум, °C                         | 8,66             | 9,09             | 11,65            | 15,63            | 19,93            | 23,92            | 24,54            | 24,09            | 19,82            | 15,84            | 11,02            | 8,27             |                  |
| Середня температура, °C                       | 4,22             | 4,64             | 7,19             | 11,17            | 15,48            | 19,46            | 21,49            | 21,04            | 16,76            | 12,77            | 7,95             | 5,23             |                  |
| Середній мінімум, °C                          | −0,25            | 0,18             | 2,72             | 6,72             | 11,03            | 15,02            | 18,44            | 17,97            | 13,72            | 9,73             | 4,91             | 2,16             |                  |
| Норма опадів, мм                              | 112              | 90               | 105              | 108              | 93               | 111              | 73               | 100              | 129              | 166              | 168              | 141              |                  |
| Середньомісячна швидкість вітру, м/с          | 2.86             | 3.06             | 3.06             | 2.92             | 2.65             | 2.53             | 2.51             | 2.54             | 2.63             | 2.93             | 3.15             | 3.09             |                  |
| Середньомісячна сонячна радіація, кДж/м²·день | 4377             | 7273             | 10356            | 14803            | 19025            | 20600            | 21689            | 18537            | 13701            | 8883             | 4788             | 3677             |                  |
| --------------------------------------------- | ---------------- | ---------------- | ---------------- | ---------------- | ---------------- | ---------------- | ---------------- | ---------------- | ---------------- | ---------------- | ---------------- | ---------------- | ---------------- |
| Джерело:                                      |                  |                  |                  |                  |                  |                  |                  |                  |                  |                  |                  |                  |                  |